# Bagno di Gavorrano
Bagno di Gavorrano è una frazione del comune italiano di Gavorrano, nella provincia di Grosseto, in Toscana.
Il borgo è distante 3 km dal capoluogo comunale, ed è diventato la zona più popolata e più fornita di impianti e servizi.

## Storia
La frazione è sorta attorno ad un antico bagno termale che la tradizione riferiva ai tempi di Nerone e per questo era conosciuto come Bagno di Nerone. Fino agli anni cinquanta era possibile giovarsi delle acque solfuree, che erano raccolte in vasche, visibili in alcune foto d'epoca; successivamente, probabilmente a causa dell'attività estrattiva della miniera, il livello idrostatico si abbassò e le acque termali scomparvero (la scomparsa delle acque avvenne nel luglio del 1955). Infatti la miniera ha ancora delle gallerie allagate che continuamente vengono svuotate grazie alla presenza di impianti di pompaggio, questo per evitare problemi di assesto idrogeologico nella zona.
In passato fu località di confine sulla strada che dalla Repubblica di Siena entrava nel Principato di Piombino. Si conservano ancora infatti toponimi come "via della Dogana" e "fosso delle Quarandelle" (da "quarantene").

## Monumenti e luoghi d'interesse
Tra i principali elementi di natura storica, vi sono le costruzioni risalenti al ventennio fascista, fra cui i cosiddetti "Palazzi", edificati dall'azienda Montecatini con progetto attribuibile all'architetto Gio Ponti, su cui in parte sono ancora visibili delle crepe dove un tempo erano affissi motti inneggianti al regime, e un palazzo vicino che un tempo era sede del PNF.
Altri monumenti sono la chiesa di San Giuseppe artigiano, sede della omonima parrocchia, istituita nel gennaio del 1956 con a capo don Pierino Gelmini, e la casa del popolo, inaugurata il 23 settembre 1973, alla presenza di Pietro Ingrao, grazie al volontariato degli operai della miniera. La borgata di San Guglielmo, costruita all'inizio del Novecento, e posta a sud di Bagno di Gavorrano, fu utilizzata, durante la prima guerra mondiale, come luogo di detenzione dei prigionieri.
Fuori dal paese, nelle campagne poco a nord oltre la strada statale Aurelia, è situata la chiesetta di Sant'Ansano, risalente al XVII secolo e successivamente sconsacrata, che è stata adibita a fienile di una proprietà poderale. Presenta un'abside retta con volta a botte. Nella stessa zona, in aperta campagna, sono situati numerosi edifici rurali, alcuni dei quali di interesse storico-architettonico: si segnalano la Fattoria di Camporotondo, che si presenta come un insieme di casali, tra cui spicca la villa padronale dei primi del Novecento, con caratteristica torre a pianta quadrata sul retro, e la Fattoria del Pelagone, risalente alla metà del XIX secolo, con la grande villa padronale ed il cascinale adibito originariamente a stalla.

## Società

### Evoluzione demografica
Quella che segue è l'evoluzione demografica della frazione di Bagno di Gavorrano.
| Anno | Abitanti |
| ---- | -------- |
| 1936 | 266      |
| 1961 | 1 877    |
| 1981 | 1 950    |
| 2001 | 3 022    |
| 2011 | 3 451    |

## Sport
A Bagno di Gavorrano è situato lo stadio Romeo Malservisi-Mario Matteini, impianto sportivo che ha ospitato le partite casalinghe dell'Unione Sportiva Gavorrano, oggi dell'Unione Sportiva Follonica Gavorrano, dal campionato 2010-2011 militante in Lega Pro Seconda Divisione.
Mentre durante la stagione 2017-2018 hanno militato nella Serie C Italiana.